# Виадутус
Виадутус (порт. Viadutos) — муниципалитет в Бразилии, входит в штат Риу-Гранди-ду-Сул. Составная часть мезорегиона Северо-запад штата Риу-Гранди-ду-Сул. Входит в экономико-статистический микрорегион Эрешин. Население составляет 5763 человека на 2006 год. Занимает площадь 268,473 км². Плотность населения — 21,5 чел./км².

## История
Город основан 18 февраля 1959 года.

## Статистика
- Валовой внутренний продукт на 2003 составляет 48.385.747,00 реалов (данные: Бразильский институт географии и статистики).
- Валовой внутренний продукт на душу населения на 2003 составляет 8.184,33 реалов (данные: Бразильский институт географии и статистики).
- Индекс развития человеческого потенциала на 2000 составляет 0,793 (данные: Программа развития ООН).